# Albert Matter
Albert Matter (* 2. Februar 1906 in Basel; † 29. Juni 1992 in Riehen) war ein Schweizer Bankmanager und Jurist.

## Leben

### Familie
Albert Matter war der Sohn von Albert Gottlieb Matter und dessen Ehefrau Marie (geb. Menzi).
Er war mit Frida Hedwig, die Tochter von Hermann Garni, verheiratet.

### Werdegang
Nachdem er 1924 seine Matura in Basel bestanden hatte, immatrikulierte Albert Matter sich an der Universität Basel zu einem Studium der Rechtswissenschaften, das er später an der Universität Genf fortsetzte; 1929 promovierte er mit seiner Dissertation Causale Tradition und Condictio zum Dr. jur.
Von 1930 bis 1932 war er Substitut eines Grundbuchverwalters, bevor er 1932 als Mitarbeiter der Basler Kantonalbank Prokurist der Hypothekenabteilung wurde. Von 1943 bis 1946 war er Vizedirektor und darauf von 1946 bis 1973 Direktor der Basler Kantonalbank.
1973 erfolgte durch den Bundesrat seine Berufung, als Nachfolger von Riccardo Motta (1902–1976), zum Präsidenten der Eidgenössischen Bankenkommission, die zu diesem Zeitpunkt über 590 Banken und 1160 Raiffeisenkassen wachte; dieses Amt übte er bis 1976 aus. Nach seinem Ausscheiden aus Altersgründen aus der Eidgenössischen Bankenkommission folgte ihm der Vizepräsident Hermann Bodenmann (1921–1994).

### Gesellschaftliches und politisches Wirken
Albert Matter wurde 1951 Präsident des Verbands Schweizerischer Kantonalbanken, der 1907 im Grossratssaal des Basler Rathauses gegründet worden war.
Er war seit 1954 Ersatzrichter und wurde 1962, als Nachfolger von Max Imboden, ordentlicher Richter am Appellationsgericht Basel-Stadt.
Von 1960 bis 1965 war er als Vertreter der Freisinnig-Demokratische Partei im Engeren Bürgerrat und darauf von 1965 bis 1969 Statthalter und von 1969 bis 1972 Präsident des Bürgerrats.
Er war von 1960 bis 1974 Präsident der Verwaltung des Basler Stadttheaters und ab 1966 Präsident der 1886 gegründeten Christoph-Merian-Stiftung, deren Erträge zur Linderung der Noth und des Unglückes, zur Förderung des Wohles der Menschen und für die Durchführung der unserem städtischen Gemeinwesen obliegenden oder allgemeinnützlichen und zweckmässigen Einrichtungen zu verwenden seien.
1957 wurde er Präsident der Juristischen Kommission der Schweizerischen Bankiervereinigung (SBVg).

## Mitgliedschaften
Albert Matter war von 1953 bis 1957 Mitglied des Rotary Clubs sowie von 1951 bis 1972 Mitglied des Verwaltungsrates der Schweizerischen Bankiervereinigung, dem Dachverband der schweizerischen Banken.

## Schriften (Auswahl)
- Causale Tradition und Condictio. Basel 1929.